# Miss Universo 1979
Miss Universo 1979, ventottesima edizione di Miss Universo, si è tenuta presso il Perth Entertainment Centre di Perth in Australia, il 20 luglio 1979. L'evento è stato presentato da Bob Barker, Helen O'Connell e Jayne Kennedy. Maritza Sayalero, Miss Venezuela, è stata incoronata Miss Universo 1979.

## Risultati

### Piazzamenti
| Risultato finale   | Concorrente |
| ------------------ | --- |
| Miss Universo 1979 | - Venezuela - Maritza Sayalero |
| 2ª classificata    | - Bermuda - Gina Swainson |
| 3ª classificata    | - Inghilterra - Carolyn Seaward |
| 4ª classificata    | - Brasile - Martha Jussara da Costa |
| 5ª classificata    | - Svezia - Annette Marie Ekström |
| Top 12             | - Argentina - Adriana Virginia Álvarez - Belize - Sarita Diana Acosta - Galles - Janet Beverly Hobson - Germania - Andrea Hontschik - Scozia - Lorraine Davidson - Stati Uniti - Mary Therese Friel - Sudafrica - Veronika Wilson |

### Riconoscimenti speciali
| Riconoscimento        | Concorrente                                                                                   |
| --------------------- | --------------------------------------------------------------------------------------------- |
| Best National Costume | - Brasile - Martha Jussara da Costa - Sudafrica - Veronica Wilson - Uruguay - Elizabeth Busti |
| Miss Congeniality     | - Giappone - Yurika Kuroda                                                                    |
| Miss Photogenic       | - Inghilterra - Carolyn Seaward                                                               |

## Concorrenti
- Antigua e Barbuda – Elsie Maynard
- Argentina – Adriana Virginia Álvarez
- Aruba – Lugina Liliana Margareta Vilchez
- Australia – Kerry Dunderdale
- Austria – Karin Zorn
- Bahamas – Lolita Louise Ambrister
- Barbados – Barbara Bradshaw
- Belgio – Christine Linda Bernadette Cailliau
- Belize – Sarita Diana Acosta
- Bermuda – Gina Ann Cassandra Swainson
- Bolivia – María Luisa Rendón
- Bophuthatswana – Alina Moeketse
- Brasile – Martha Jussara da Costa
- Canada – Heidi Quiring
- Cile – María Cecilia Serrano Gildemeister
- Colombia – Ana Milena Parra Turbay
- Corea del Sud – Jae-hwa Seo
- Costa Rica – Carla Facio Franco
- Danimarca – Lone Gladys Joergensen
- Ecuador – Margarita Plaza
- El Salvador – Judith Ivette López Lagos
- Figi – Tanya Whiteside
- Filippine – Criselda Flores Cecilio
- Finlandia – Päivi Uitto
- Francia – Sylvie Hélène Marie Parera
- Galles – Janet Beverly Hobson
- Germania – Andrea Hontschik
- Giappone – Yurika Kuroda
- Grecia – Katia Koukidou
- Guam – Marie Cruz
- Guatemala – Michelle Marie Domínguez Santos
- Honduras – Gina Maria Weidner Cleaves
- Hong Kong – Olivia Chang Man-Ai
- India – Swaroop Sampat
- Inghilterra – Carolyn Ann Seaward
- Irlanda – Lorraine Marion O'Conner
- Islanda – Halldora Björk Jonsdóttir
- Isole Marianne Settentrionali – Barbara Torres
- Isole Vergini Americane – Linda Torres
- Isole Vergini Britanniche – Eartha Ferdinand
- Israele – Vered Polgar
- Italia – Elvira Puglisi
- Malaysia – Irene Wong Sun Ching
- Malta – Dian Borg Bartolo
- Mauritius – Marie Chanea Allard
- Messico – Blanca María Luisa Díaz Tejeda
- Norvegia – Unni Margrethe Öglaend
- Nuova Zelanda – Andrea Kake
- Paesi Bassi – Eunice Bharatsingh
- Panama – Yahel Cecile Dolande
- Papua Nuova Guinea – Molly Misbut
- Paraguay – Patricia Lohman Bernie
- Perù – Jacqueline Brahm
- Porto Rico – Teresa López
- Portogallo – Marta Maria Mendoça de Gouveia
- Rep. Dominicana – Viena Elizabeth García Javier
- La Riunione – Isabelle Jacquemart
- Saint Kitts e Nevis – Cheryl Chaderton
- Saint Vincent e Grenadine – June de Nobriga
- Scozia – Lorraine Davidson
- Singapore – Elaine Tan Kim Lian
- Spagna – Gloria María Valenciano Rijo
- Sri Lanka – Vidyahari Vanigasooriya
- Stati Uniti – Mary Therese Friel
- Sudafrica – Veronica Wilson
- Suriname – Sergine Lieuw-A-Len
- Svezia – Annette Marie Ekström
- Svizzera – Birgit Krahl
- Tahiti – Fabienne Tapare
- Thailandia – Wongduan Kerdpoom
- Transkei – Lindiwe Bam
- Trinidad e Tobago – Marie Noelle Diaz
- Turchia – Fusin Tahire Dermitan
- Uruguay – Elizabeth Busti
- Venezuela – Maritza Sayalero Fernández